# Йозеф Троусілек
Йозеф Троусілек (чеськ. Josef Trousílek; нар. 16 березня 1918, Прага, Австро-Угорщина — пом. 5 жовтня 1990, Прага, Чехословаччина) — чехословацький хокеїст, захисник. 
Чемпіон світу 1947, 1949. З 2010 року член Зали слави чеського хокею.

## Клубна кар'єра
Грав за празькі команди «Славія» (1936—1938), «Спарта» (1938—1939), ЛТЦ (1939—1950) та «Татра Сміхов» (1950-1952). По чотири рази вигравав чемпіонати Богемії і Чехословаччини.

## Виступи у збірній
У складі національної збірної на Олімпійських іграх 1948 в Санкт-Моріці здобув срібну нагороду.
Брав участь у трьох чемпіонатах світу та Європи. Чемпіон світу 1947, 1949; другий призер 1948. Триразовий чемпіон Європи — 1947, 1948, 1949. На чемпіонатах світу та Олімпійських іграх провів 22 матчі (3 закинуті шайби), а всього у складі збірної Чехословаччини — 42 матчі (5 голів).

## Досягнення
- Олімпійські ігри

 Віце-чемпіон (1): 1948
- Чемпіонат світу

 Чемпіон (2): 1947, 1949
 Віце-чемпіон (1): 1948
- Чемпіонат Європи

 Чемпіон (3): 1947, 1948, 1949
- Чемпіонат Чехословаччини

 Чемпіон (4): 1946, 1947, 1948, 1949
- Чемпіонат Богемії і Моравії

 Чемпіон (4): 1940, 1942, 1943, 1944